# 五色温泉 (北海道)
五色温泉（ごしきおんせん）は、北海道蘭越町、およびニセコ町にある温泉。ニセコ温泉郷のひとつ。ニセコ五色温泉とも呼ばれる。

## 概要
ニセコアンヌプリやイワオヌプリを眼前に望む場所に位置する。五色温泉の由来は、泉質が5種類あるとか、硫黄が混じっているため湯の色が日によって五色に見えるためなどといわれる。なめらかな透明な湯で、肌触りが柔らかい。湯治客のほか、スキー・登山者の利用も多い。現在の実質的に唯一の宿泊施設であるニセコ五色温泉旅館には、旅館部である本館に「大浴場」と「からまつの湯」の2カ所があり、自炊棟である別館にも浴場がある。すべて内湯と露天風呂があり、宿泊者はそれぞれの宿泊している建物の浴場にはいつでも自由に入浴でき、もう一つの建物の浴場は許可を取れば入浴できる。日や時間帯によっては別館は閉鎖していることもあるので入浴できない。日帰り入浴者は本館の2箇所の浴場に限り入浴できる。冬季悪天候時は、道路が封鎖されることがある。なお、「大浴場」と「からまつの湯」は少し上流側にある同一の源泉から引湯しており、pH2.6となっているが、別館の浴場は本館との間にある自噴により湯の池を形成している場所から引湯しており、pH2.4となっている。
2025年頃には、五色温泉旅館の源泉で野湯が作られ、引湯ができなくなる事案が相次いでいる。

## 泉質
- 酸性・含硫黄 - マグネシウム・ナトリウム・カルシウム - 硫酸塩・塩化物泉（硫化水素型）（酸性低張性高温泉）[3]（旧泉質名：含食塩・石膏 - 酸性硫黄泉（硫化水素型））
  - 源泉温度 76.1℃、pH 2.6[3]
  - 無色透明、酸味、硫化水素臭[3]

含有成分の総量は1kgあたり4574mgと非常に多いのが特徴。

## 効能
神経痛、筋肉痛、関節痛、五十肩、運動麻痺、疲労回復、慢性消化器病、痔疾、冷え性、慢性皮膚病、慢性婦人病、切り傷、やけど、高血圧症、動脈硬化症など。

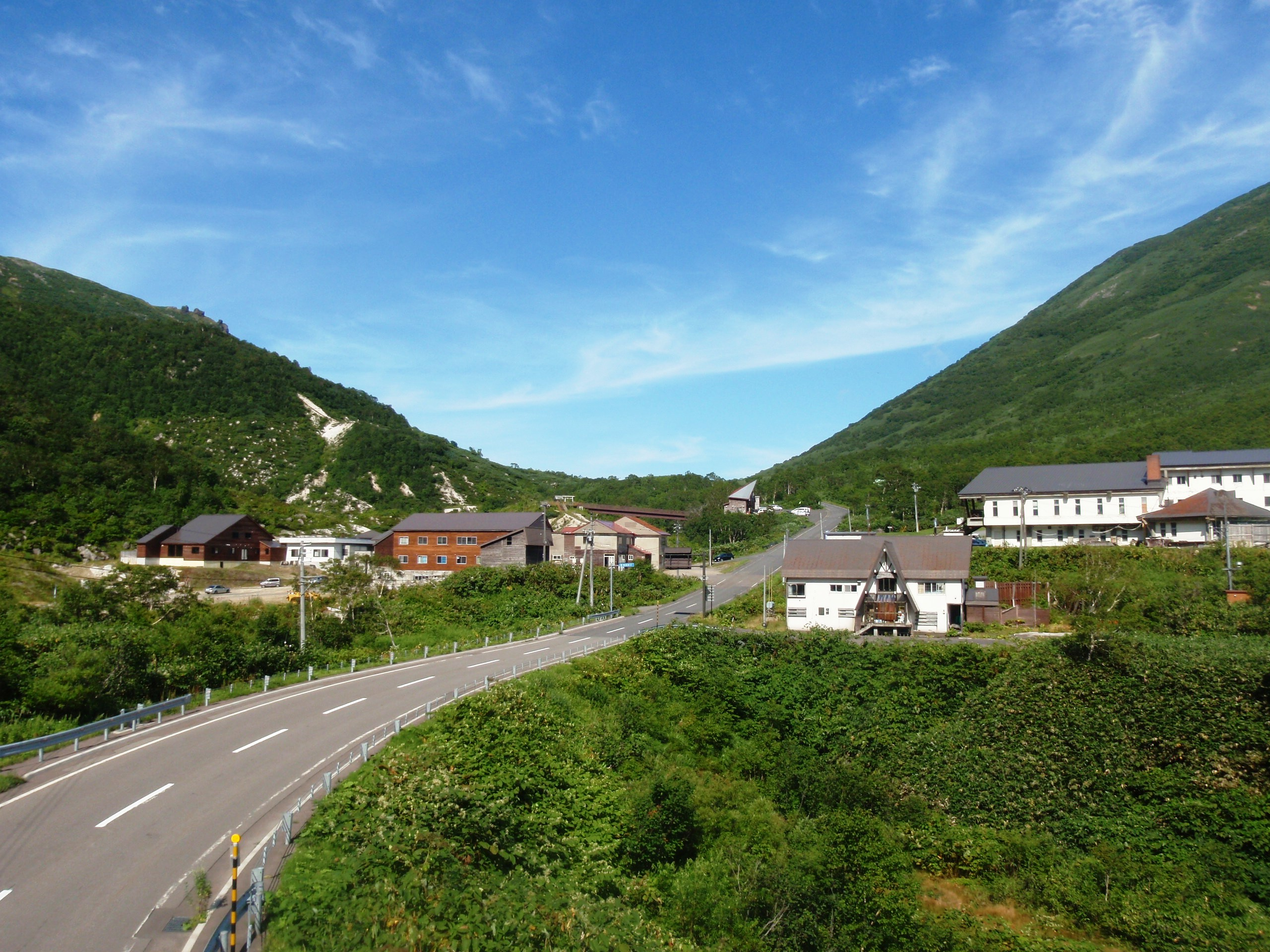
左：五色温泉旅館、右：山の家

## 温泉宿
ニセコアンヌプリとイワオヌプリ間の凹地に、「ニセコ五色温泉旅館」「ニセコ 山の家」2軒の宿が道を挟んで立つが、「ニセコ 山の家」は、宿泊業を休止して、日帰り入浴施設にするという改修工事を理由に2016年度を最後に営業しておらず、実際には改修工事は行われておらず建物の劣化が進んでいるため、現在は事実上一軒宿の温泉地となっている。内風呂・露天風呂を備え、源泉掛け流しで日帰り入浴可能である。「ニセコ五色温泉旅館」の建物の大半は蘭越町に位置するが、住所はニセコ町としている。他に「ニセコ野営場」があるが、ここには入浴施設はないため、入浴希望者は「ニセコ五色温泉旅館」の日帰り入浴を利用するなどする必要がある。

## 歴史
「ニセコ五色温泉旅館」の開業は1930年（昭和5年）である。
1958年（昭和33年）11月1日 - 厚生省告示第327号により、ニセコ温泉郷の一部として国民保養温泉地に指定。
「ニセコ 山の家」は元は国鉄の施設だったが、現在は民間の施設である。

## アクセス
- 鉄道 : 函館本線ニセコ駅からニセコバスで１時間16分（夏期のみの運行）